# 2ª Brigata proletaria d'assalto
La 2ª Brigata proletaria d'assalto, in cirillico Друга пролетерска ударна бригада, in serbo-croato Druga proleterska udarna brigada, è stata una formazione militare dell'Esercito Popolare di Liberazione della Jugoslavia che venne costituita il 1 marzo 1942 in Bosnia con alcuni distaccamenti partigiani reclutati in Serbia.
La brigata, conosciuta anche come 2ª Brigata serba, druga srpska brigada, fu la seconda formazione organica costituita dal comando supremo partigiano e si distinse durante tutta la guerra sul fronte jugoslavo nel corso della seconda guerra mondiale, combattendo con successo contro gli eserciti occupanti dell'Asse e i collaborazionisti cetnici e ustascia.

## Storia

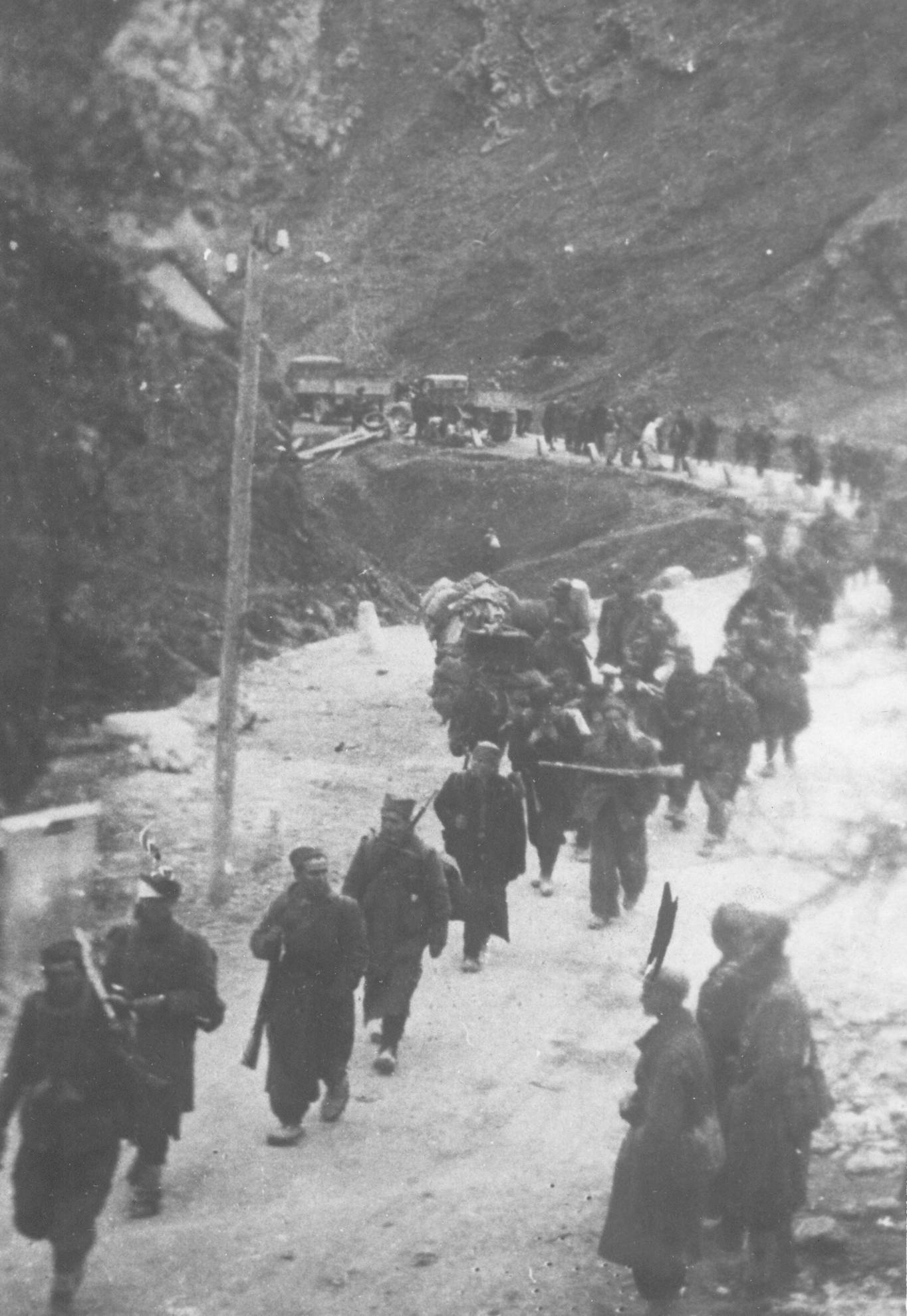
La 2ª Brigata proletaria d'assalto in marcia verso Gornji Vakuf durante la battaglia della Neretva.

La 2ª Brigata proletaria d'assalto venne costituita su ordine del Comando supremo partigiano di Tito il 1 marzo 1942 a Čajniče, in Bosnia con i partigiani serbi dei distaccamenti di Užice, Čačak e Sumadja che erano appena arrivati in salvo nel territorio libero di Foča dopo una sfibrante ritirata da Nova Varoš guidata da Milovan Đilas, per sfuggire alle forze tedesche. I partigiani serbi erano esausti ma ancora combattivi e Tito in persona parlò alle truppe della nuova formazione per sollevare il morale ed esprimere ottimismo. La nuova brigata, la seconda ad essere costituita dopo la 1ª Brigata proletaria d'assalto formata nel novembre 1941, venne organizzata su quattro battaglioni con circa 1.000 partigiani uomini e donne; il comandante fu Ratko Sofijanić, il commissario politico Milinko Kušić, mentre il vice comandante fu Ljubodrag Đurić e il vice commissario la partigiana Spasenija Babović "Zena"; tutti questi comandanti partigiani avrebbero ricevuto durante la guerra l'onorificenza di Eroe nazionale.
Nel corso della guerra la 2ª Brigata proletaria fu costantemente in movimento e percorse in totale 24.000 chilometri; circa 15.000 partigiani combatterono nelle file dell'unità, di cui 48 ricevettero il riconoscimento di Eroi nazionali, tra i quali Petar Leković, il primo Eroe nazionale della nuova Jugoslavia. La brigata, che rivendicò di aver messo fuori combattimento circa 62.000 soldati nemici, fornì molti capi e dirigenti alle altre formazioni in via di organizzazione dell'Esercito popolare ed ebbe, insieme alla 1ª Brigata proletaria, un ruolo fondamentale nella creazione di nuove unità operative partigiane.
Alla 2ª Brigata proletaria vennero assegnati molti onori, tra cui l'"Ordine della Liberazione Nazionale", l'"Ordine della Stella partigiana", l'"Ordine della Fratellanza e Unità" e l'"Ordine del Coraggio"In occasione del quindicesimo anniversario della battaglia della Sutjeska nel mese di giugno 1958, le venne assegnato l'Ordine dell'eroe del popolo. 
La 2ª Brigata proletaria d'assalto iniziò il suo impegno bellico ai diretti comandi del Quartier generale supremo di Tito come formazione mobile per operazioni attive; nei mesi di marzo e aprile 1942 entrò in azione in Bosnia orientale e liberò Vlasenica, Bratunac, Milići e Srebrenica; quindi prese parte ai combattimenti sul monte Romanija e contro le roccaforti ustascia di Rogatica e Han Pijesak. Nella seconda metà del mese di aprile i partigiani parteciparono agli attacchi contro le posizioni croate in Erzegovina.
Dopo queste prime battaglie, la situazione dei partigiani divenne difficile di fronte all'operazione Trio, la nuova offensiva dell'Asse contro il territorio libero in Erzegovina e Montenegro; la 2ª Brigata combatté a Čajniče, Goražde, Foča, ma nonostante la forte resistenza, dovette battere in ritirata verso sud. Tito decise di spostare le sue forze mobili verso il confine del Montenegro dove la situazione dei distaccamenti partigiani territoriali era molto critica. Nella prima metà del mese di giugno la brigata quindi venne fatta intervenire d'urgenza da Tito e combatté duramente contro cetnici e italiani tra Kosanica e Čelebić il 27 maggio; nel mese di giugno i partigiani cercarono di rallentare l'avanzata nemica nel settore della valle del fiume Piva. L'11 giugno la 2ª Brigata subì pesanti perdite a Dulići; caddero la moglie di Aleksandar Ranković, Andja, e il commissario politico di battaglione Dobrilo Petrović; venne ferito il comandante del IV battaglione Miodrag Milovanović "Lane"; dopo la sconfitta i resti della brigata combatterono ancora nel settore del monte Durmitor e di Gacko per proteggere la ritirata generale delle forze partigiane che furono costrette ad evacuare l'intero Montenegro.
Nonostante le sconfitte, Tito non mostrò cedimenti e prese l'audace decisione di raggruppare le sue forze, costituire nuove brigate montenegrine e trasferire tutte le formazioni mobili del comando supremo a nord, in Bosnia occidentale dove il movimento di resistenza era attivo e diffuso.
La cosiddetta "lunga marcia" dell'Esercito popolare ebbe inizio il 23 giugno 1942 e la 2ª Brigata proletaria fece parte della colonna settentrionale delle forze partigiane in movimento verso la Bosnia occidentale, dove si trovava anche la 4ª Brigata montenegrina e i due capi Arso Jovanović e Milovan Đilas. La manovra fu caratterizzata da continue battaglie: la brigata partecipò inizialmente ai combattimenti a Kalinovik, quindi attaccò la linea ferroviaria Sarajevo-Mostar e prese parte agli scontri nei settori di Travnik e Donji Vakuf. Il 20-21 luglio fallì l'attacco a Bugojno, mentre dieci giorni dopo la brigata proletaria prese Zloselo. Fino alla metà ottobre 1942 la 2ª proletaria fu impegnata in un gran numero di pesanti combattimenti; insieme alla 4ª montenegrina, alla 10ª Brigata dell'Erzegovina e alla 1ª Brigata della Craina partecipò all'attacco contro Kupres in agosto che tuttavia non ebbe successo; in settembre invece si concluse con una brillante vittoria l'assalto a Jajce di quattro brigate partigiane, tra cui la 2ª Brigata proletaria, la città venne liberata il 25 settembre 1942.

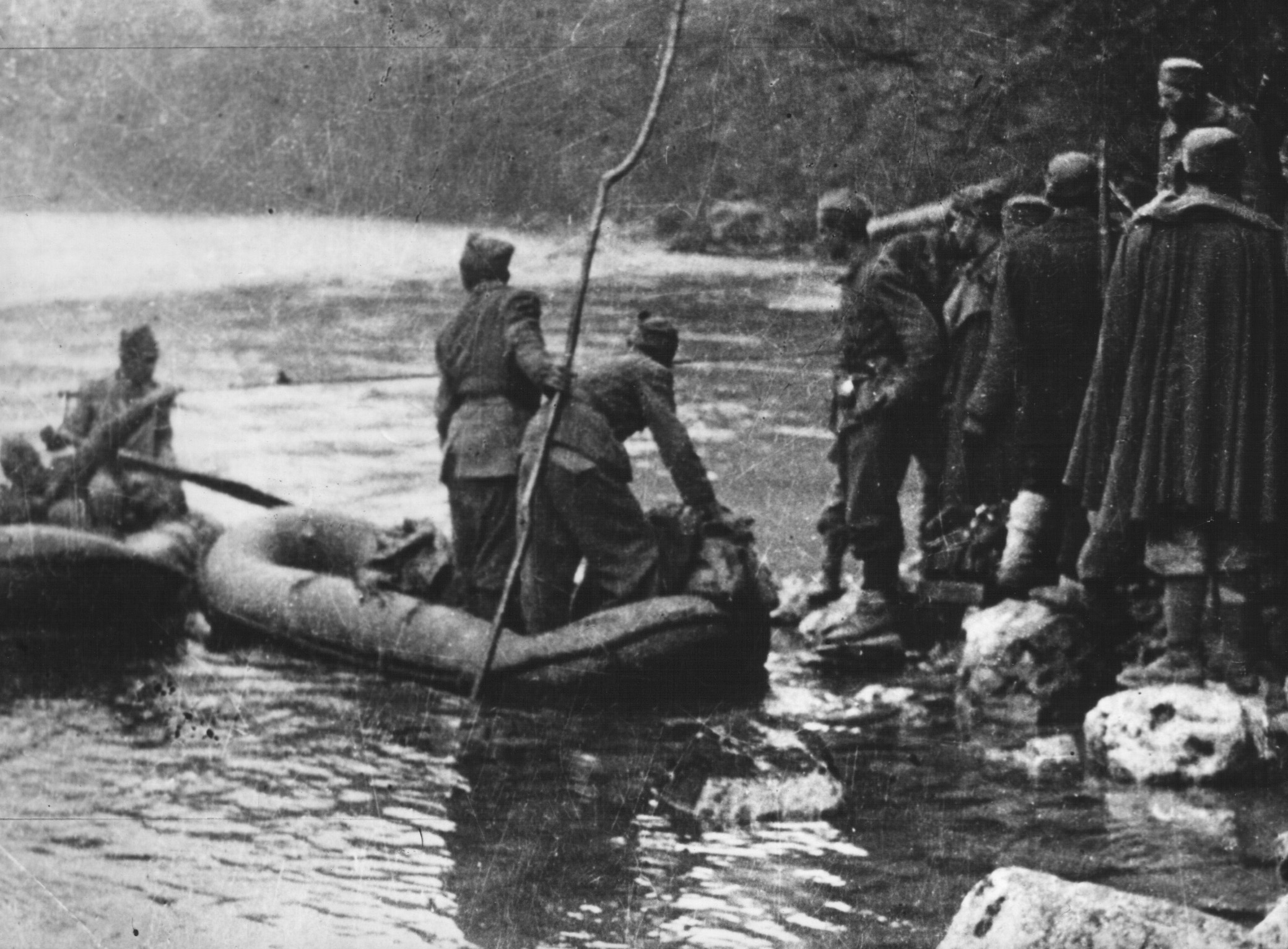
I partigiani della 2ª Brigata proletaria attraverso il fiume Sutjeska durante la battaglia del maggio-giugno 1943.

Dopo questo successo, il 17 ottobre 1942 a Drvar, Tito consegnò alla brigata la bandiera proletaria in riconoscimento del suo valore. Nell'inverno 1942-43, prima della battaglia della Neretva, la 2ª Brigata fu in azione a Bosansko Grahovo, Livno, Kupres e Duvno nella Morlacca, sferrò un contrattacco contro la divisione "Sassari" e i cetnici il 26-28 ottobre e costrinse alla ritirata dalla regione cetnici e ustascia; infine combatté ancora a Livno dal 5 al 15 dicembre 1942. La città venne finalmente conquistata dai reparti della brigata ma fallì nuovamente l'attacco a Kupres; i partigiani della 2ª proletaria erano esausti dopo i continui scontri; Đilas visitò l'unità e trovò i veterani stanchi, dall'aspetto logorato simile ai soldati dell'esercito serbo della prima guerra mondiale, ma ancora determinati, attenti, disposti ad ulteriori sacrifici.
A metà gennaio 1943 ebbe inizio la grande offensiva dell'Asse, l'operazione Weiss e la 2ª Brigata proletaria fu coinvolta, dipendente dal 1º novembre 1942 dal comando della 2ª Divisione proletaria di Peko Dapčević, nella battaglia della Neretva a partire dai violenti scontri nei settori di Knin e Strmica. Subito dopo la brigata marciò all'avanguardia della 2ª Divisione in direzione della Neretva conquistando il 9 e 10 febbraio 1943 Imotski e Posušje, quindi avanzò nella valle del fiume e sbaragliò il 16-17 febbraio i presidi italiani della divisione "Murge" a Drežnica. Dopo questi successi la situazione dei partigiani divenne difficile a causa dell'arrivo delle truppe tedesche; Tito decise di contrattaccare per guadagnare tempo e la 2ª Brigata proletaria fu una delle otto brigate che sconfissero a Gornji Vakuf alcuni reparti della 717ª Divisione tedesca; questa vittoria permise al comando partigiano di salvare i feriti e i malati e di consolidare le posizioni sulla Neretva.
Il gruppo principale dell'Esercito popolare riuscì quindi ad attraversare con successo il fiume e a marciare verso il Montenegro e il Sangiaccato; le formazioni cetniche schierate a sud del fiume non furono in grado di fermare i partigiani, la 2ª Brigata proletaria, passata al comando di Ljubodrag Đurić, partecipò ai combattimenti contro i cetnici che furono sconfitti a Prenj, Boračko jezero, Glavatičevo e Kalinovik. Nel mese di aprile 1943 l'offensiva partigiana continuò in direzione della Drina e la 2ª Brigata, sempre alle dipendenze della 2ª Divisione proletaria, si distinse, insieme alla 4ª e 5ª Brigata montenegrina, nella vittoriosa battaglia di Javorak contro gli italiani della divisione "Ferrara" e nella successiva avanzata verso Nikšić del 1-2 maggio 1943; in questi combattimenti sconfisse numerosi battaglioni italiani e cetnici.

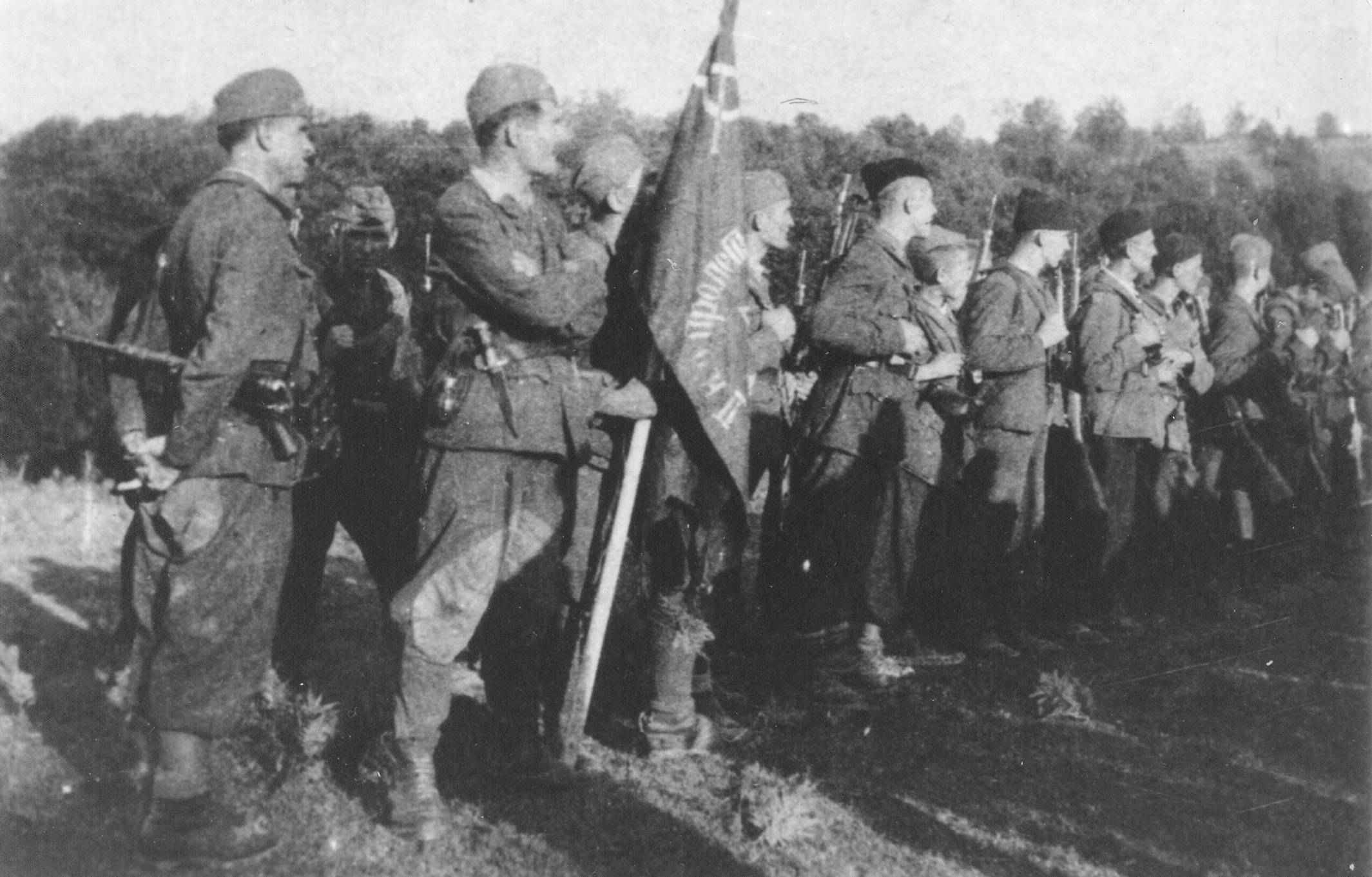
Reparto della 2ª Brigata proletaria nel luglio 1943 in Banovina.

La successiva battaglia della Sutjeska fu un momento tragico per l'esercito partigiano che rischiò seriamente di essere annientato dall'offensiva tedesca; inizialmente, il 24 e 25 maggio 1943, la 2ª Brigata proletaria partecipò insieme ad altre quattro brigate al tentativo di rompere le linee d'accerchiamento nemiche a sud-est di Foča ma l'attacco non ebbe successo e i partigiani furono respinti. Da quel momento Tito cambiò i suoi piani e il gruppo operativo partigiano si mise in marcia verso nord-ovest, la 2ª proletaria raggiunse il 1 giugno 1943 la valle del fiume Sutjeska e passò all'attacco; un reparto tedesco venne sconfitto e abbandonò Vučevo scoprendo l'entrata della gola del fiume a Suha; i partigiani della brigata occuparono subito quella località e costituirono un'importantissima testa di ponte sulla Sutjeska. Questa riuscita operazione ebbe grande importanza per l'esito finale della battaglia. La manovra di ritirata del gruppo principale con il quartier generale di Tito continuò nei giorni seguenti; mentre alcune brigate marciavano verso nord-est per uscire dalla sacca, la 2ª Brigata proletaria dal 5 al 10 giugno coprì  il fianco, schierata sulla riva destra della Sutjeska nel settore di Kosura; quindi si sganciò a sua volta, abbandonò il Zelen Gora ed, entro il 14 giugno 1943, riuscì a superare le linee d'accerchiamento tedesche e proseguire lungo la via di comunicazione Kalinovik-Foča. La brigata sfuggì alla distruzione ma, come le altre formazioni partigiane, subì fortissime perdite nella battaglia della Sutjeska: 405 morti su 1.025 combattenti.
Dopo aver raggiunto la zona libera, la 2ª brigata, insieme alle altre formazioni superstiti del gruppo principale, estese il territorio partigiano liberando il 24-25 giugno la città di Olovo e, due giorni dopo, partecipando alla conquista di Kladanj; durante l'estate la brigata proletaria fu impegnata in nuovi combattimenti contro cetnici e ustascia nel settore di Tuzla e sul monte Ozren.

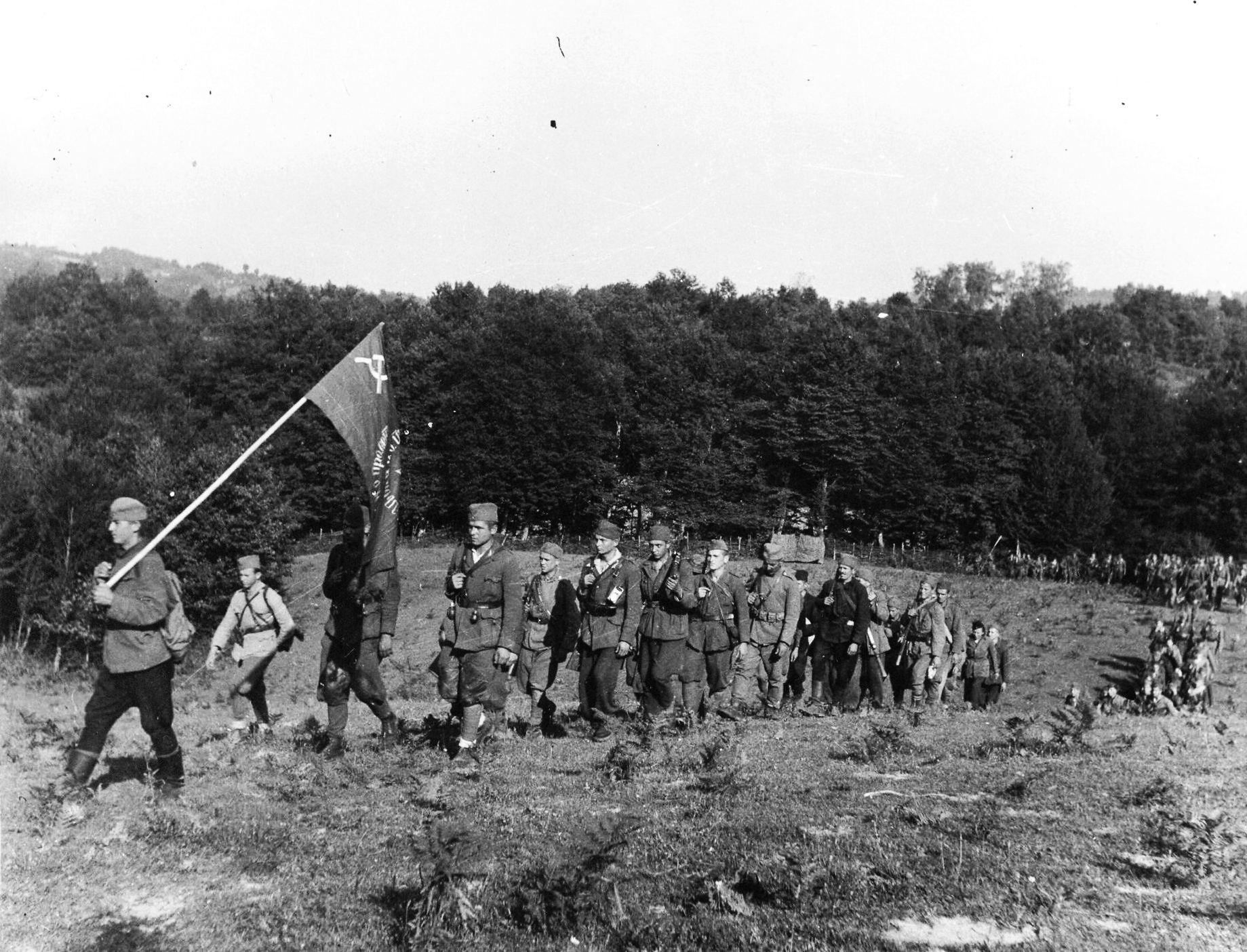
un reparto della brigata in marcia in Bosnia orientale nell'estate 1943.

Alla fine dell'estate 1943 la situazione sul fronte balcanico ebbe una svolta decisiva con l'armistizio italiano dell'8 settembre 1943; i partigiani sfruttarono il crollo dell'Italia e passarono all'offensiva in Montenegro e Sangiaccato; la 2ª Brigata proletaria, inquadrata nella 2ª Divisione proletaria a sua volta alle dipendenze del II Korpus di Peko Dapčević, partecipò alle operazioni che portarono alla conquista di Foča (3-4 settembre), Pljevlja (22 settembre), Prijepolje; subito dopo contribuì alla liberazione di Bijelo Polje, Berane e Kolašin. Dopo un nuovo successo a Priboj, la brigata venne trasferita più a nord ed effettuò un primo tentativo di entrare in Serbia combattendo per un mese nella zona di Zlatibor, ma ben presto la situazione per i partigiani peggiorò di nuovo a causa dell'inizio di un'offensiva generale tedesca, l'operazione Kugelblitz, per riconquistare le posizioni perdute dopo la resa italiana. La 2ª Brigata proletaria ritornò in Montenegro dove, insieme ad altre formazioni del II Korpus, nel dicembre 1943 combatté a Prijepolje subendo pesanti perdite.
Dopo pesanti combattimenti durante l'inverno per fronteggiare le continue offensive tedesche, a marzo 1944 la brigata proletaria rientrò in Serbia, insieme alle altre unità partigiane del raggruppamento al comando di Milutin Morača, fino a maggio la formazione partecipò a violenti scontri in Serbia occidentale e nel Sangiaccato, a Rudo, Zlatibor, Ivanjica, monte Povlen; alla fine i partigiani furono costretti a ripiegare in Montenegro. Da giugno a luglio la 2ª brigata combatté nel settore di Andrijevica contribuendo al successo partigiano contro l'operazione Draufgänger sferrata dalle truppe tedesche. Il comando supremo di Tito era deciso a tentare una nuova offensiva decisiva in Serbia in collegamento con l'avanzata da est dell'Armata Rossa, a questo scopo numerose formazioni partigiane furono concentrate per l'avanzata, la 2ª Brigata proletaria dopo una serie di combattimenti preliminari a Kopaonik e Kuršumlija che si conclusero con pesanti sconfitte per i cetnici, venne assegnata a settembre 1944 alla 21ª Divisione serba del raggruppamento offensivo di Peko Dapčević.
Nel mese di settembre 1944 la brigata partecipò alle battaglie lungo la valle dell'Ibar, a Požega e Gornji Milanovac, quindi combatté nella difficile offensiva di Belgrado, contribuendo alla sconfitta delle forze tedesche del "gruppo Stettner". Il 18 dicembre 1944 la 2ª Brigata proletaria ritornò alla 2ª Divisione e si schierò sul fronte dello Srem. Nel febbraio e marzo 1945 la brigata combatté ancora sulla Drina, a Loznica e Banja Koviljača; infine contribuì alla liberazione della Bosnia orientale, a Bijeljina, Brčko, Šamac, e partecipò alle ultime battaglie in Slavonia e sulle colline di Majevica, dove concluse la sua movimentata e sanguinosa storia operativa durante la guerra di liberazione.

## Eroi nazionali della 2ª Brigata proletaria d'assalto
Alcuni dei più famosi partigiani della 2ª brigata serba che ricevettero l'onorificenza di Narodni heroj Jugoslavije, "Eroi nazionali della Jugoslavia", furono:
- Spasenija Babović, vice-commissario politico
- Radoš Bojović
- Boško Buha
- Bogoljub Čukić
- Aleksa Dejović
- Ljubodrag Đurić, secondo comandante della brigata
- Petar Gračanin
- Dragoslav Đorđević
- Predrag Jeftić
- Sava Jovanović Sirogojno
- Milinko Kušić, commissario politico di brigata
- Miodrag Milovanović
- Petar Leković, primo partigiano a ricevere l'onorificenza di "Eroe nazionale"
- Nikola Ljubičić, comandante di battaglione
- Slobodan Penezić
- Anđa Ranković, moglie di Aleksandar Ranković
- Ratko Sofijanić, primo comandante della brigata
- Sredoje Urošević